# Katedralen i Buenos Aires
Katedralen i Buenos Aires (spanska: Catedral Metropolitana de la Santísima Trinidad) är en romersk-katolsk domkyrka i Argentinas huvudstad Buenos Aires. Den är belägen mitt emot Plaza de Mayo i centrala Buenos Aires.
Katedralen är säte för ärkebiskopen i Buenos Aires ärkestift. Mellan 1998 och 2013 var Jorge Mario Bergoglio, sedermera påve Franciskus, ärkebiskop med säte i katedralen.

## Historia

### Första katedralen
När staden Buenos Aires grundades 1580 reserverade Juan de Garay en plats i staden för byggandet av en kyrka. Det uppfördes en kyrka som 1605 ersattes på order av guvernören Hernando, eftersom den första kyrkan ansågs vara för gammal och oanständig. 1616 var risken stor att kyrkans tak skulle kollapsa, vilket skulle kräva en ombyggnation. 1620 fick kyrkan status som katedral av påve Paulus V.

### Andra katedralen
1662 ville biskop Cristóbal de la Mancha y Velazco, den tredje biskopen i Buenos Aires, låta bygga en ny treskeppig katedral. Den stod färdig 1671. Katedralen byggdes dock med dåligt byggmaterial och följaktligen kollapsade både taket och tornet under början av 1680-talet. Hela katedralen byggdes upp igen, vilket påbörjades 1684. Katedralen var huvudsakligen färdigbyggd 1695, men tornen och fasaden kvarstod. Tornen var färdigbyggda 1721 respektive 1725.
1752 kollapsade katedralens skepp och ännu en ombyggnation av katedralen krävdes. Arbetet startade 1753 under ledning av den italienske arkitekten Antonio Masella. Kupolen byggdes om av den portugisiske arkitekten Manuel Álvarez de Rocha efter 1770. De två tornen förstördes 1778, eftersom de ansågs vara för små i förhållande till den nya katedralens storlek. Katedralen kunde invigdas 1779.
Under början av 1800-talet påbörjades byggnationen av en fasad. Fasaddekorationerna färdigställdes mellan 1860–1863. Relieferna, föreställande återföreningen mellan Josef och hans bröder i Egypten i Första Moseboken, skapades av skulptören Joseph Dubourdieu. 
I katedralen finns ett museum tillägnat påve Franciskus, som var ärkebiskop i Buenos Aires 1998–2013.

#### Interiör
Katedralens huvudaltare är daterat till 1785 och i altaruppsatsen finns en staty av Jungfru Maria. I altaruppsatsens baldakin finns en representation av Treenigheten. Från kolonialtiden finns en skulptur, Kristus av Buenos Aires, föreställande den korsfäste Kristus. Den tillverkades 1671 av Manuel do Coyto från Portugal. 
I katedralen finns två orglar. Huvudorgeln tillverkades 1871. 
Sedan 1880 förvaras kvarlevorna av general José de San Martín i ett mausoleum i katedralen.

## Bildgalleri

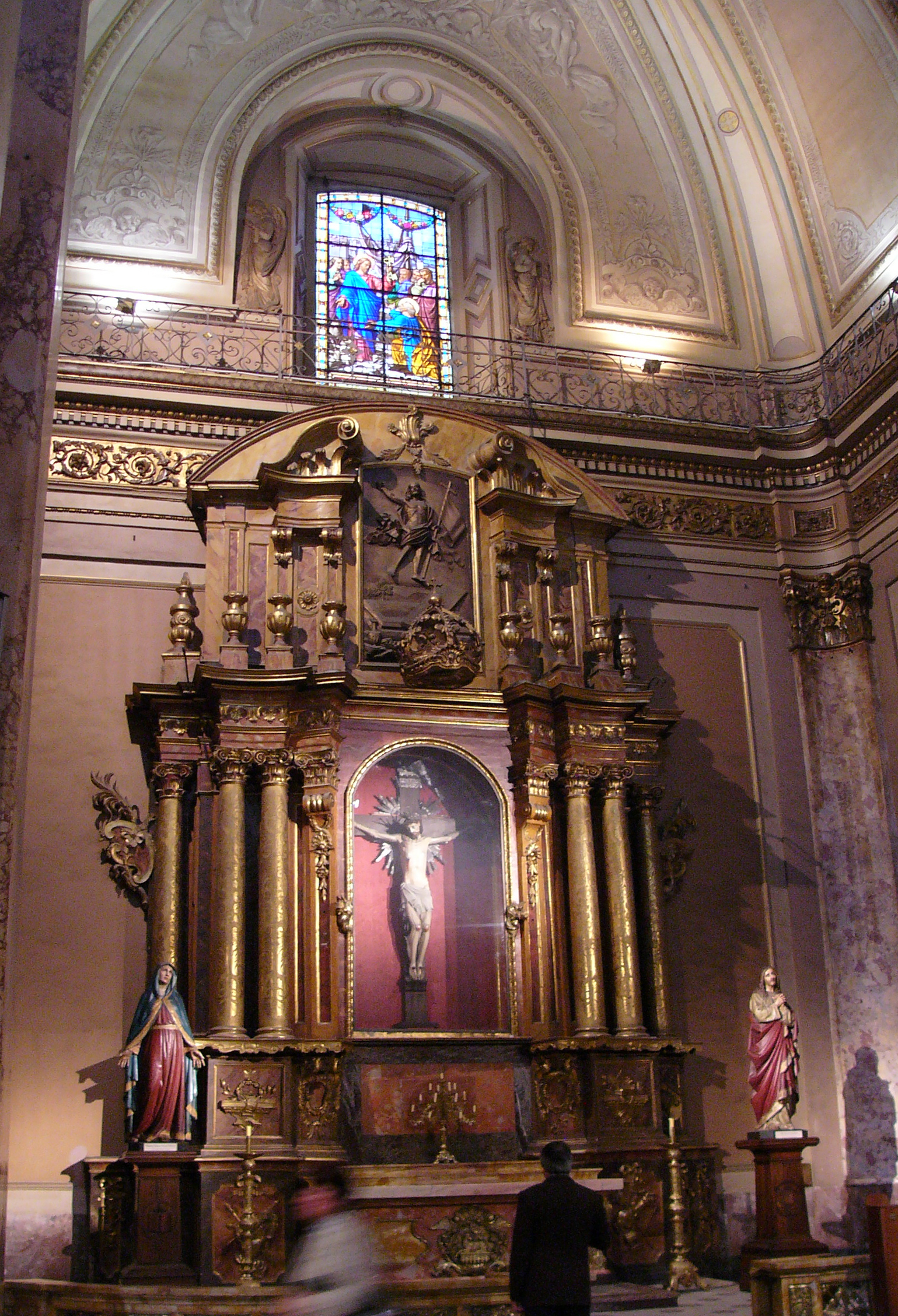
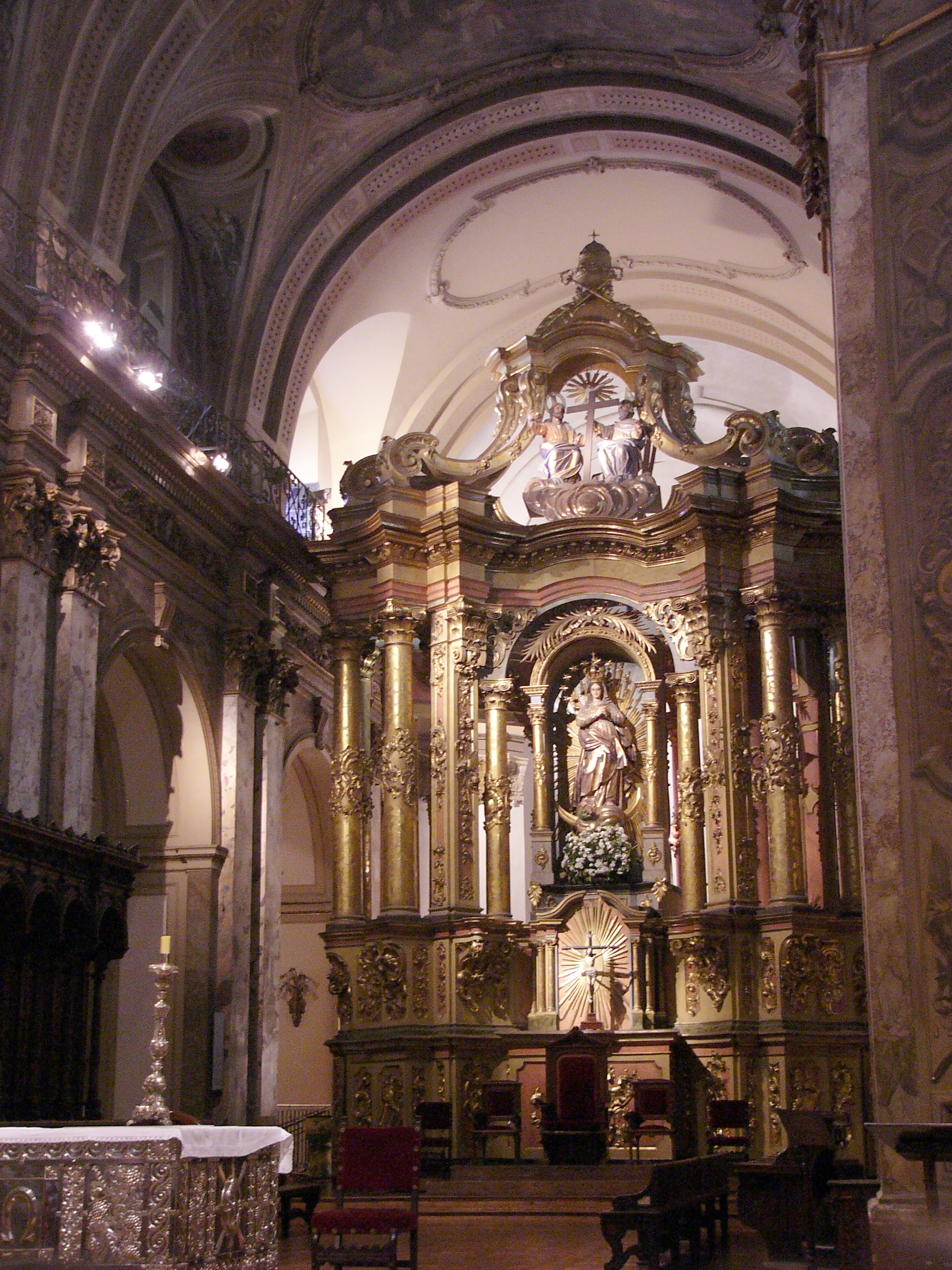
Huvudaltaret.
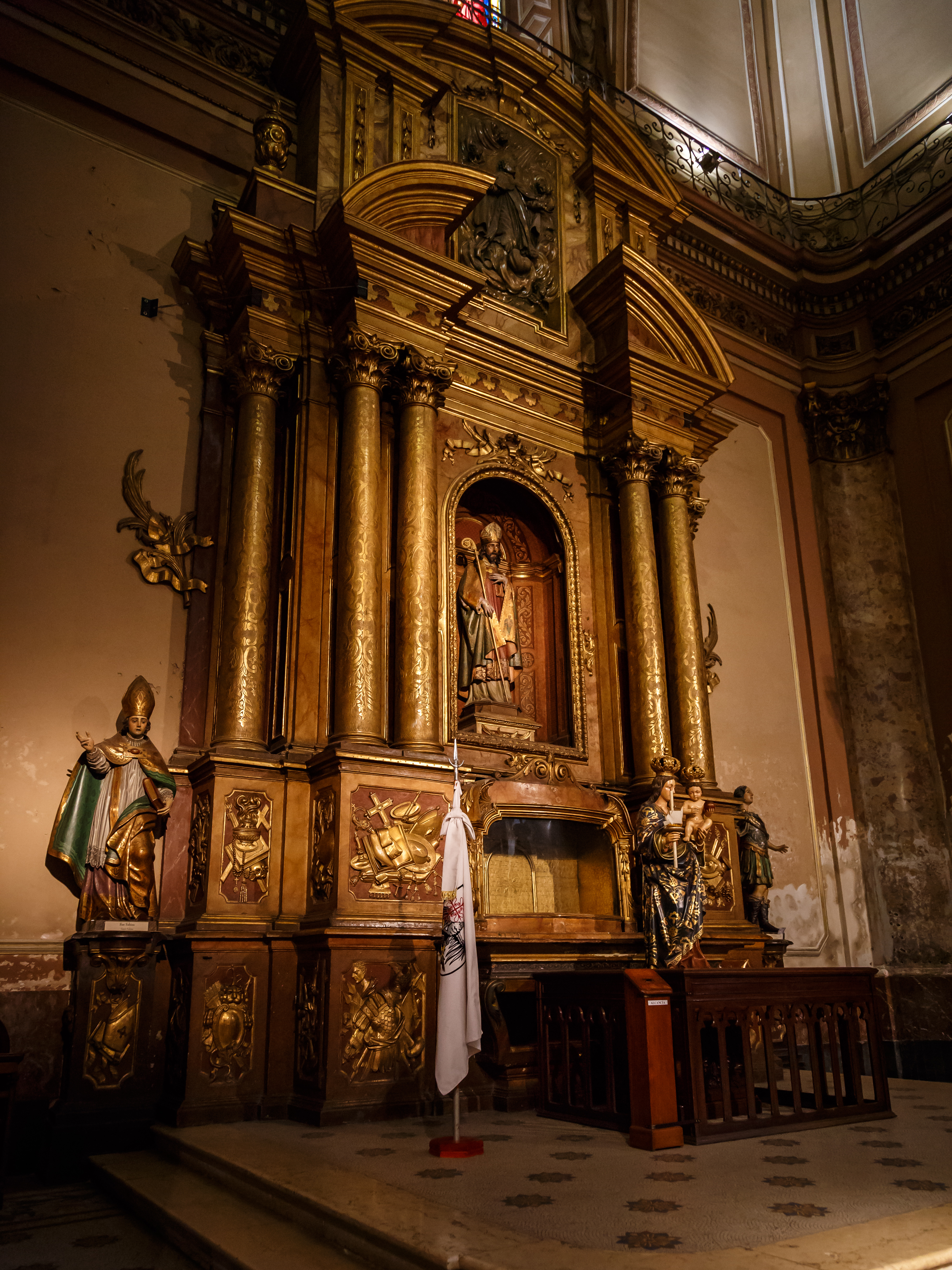
Altare med Sankt Martin av Tours.
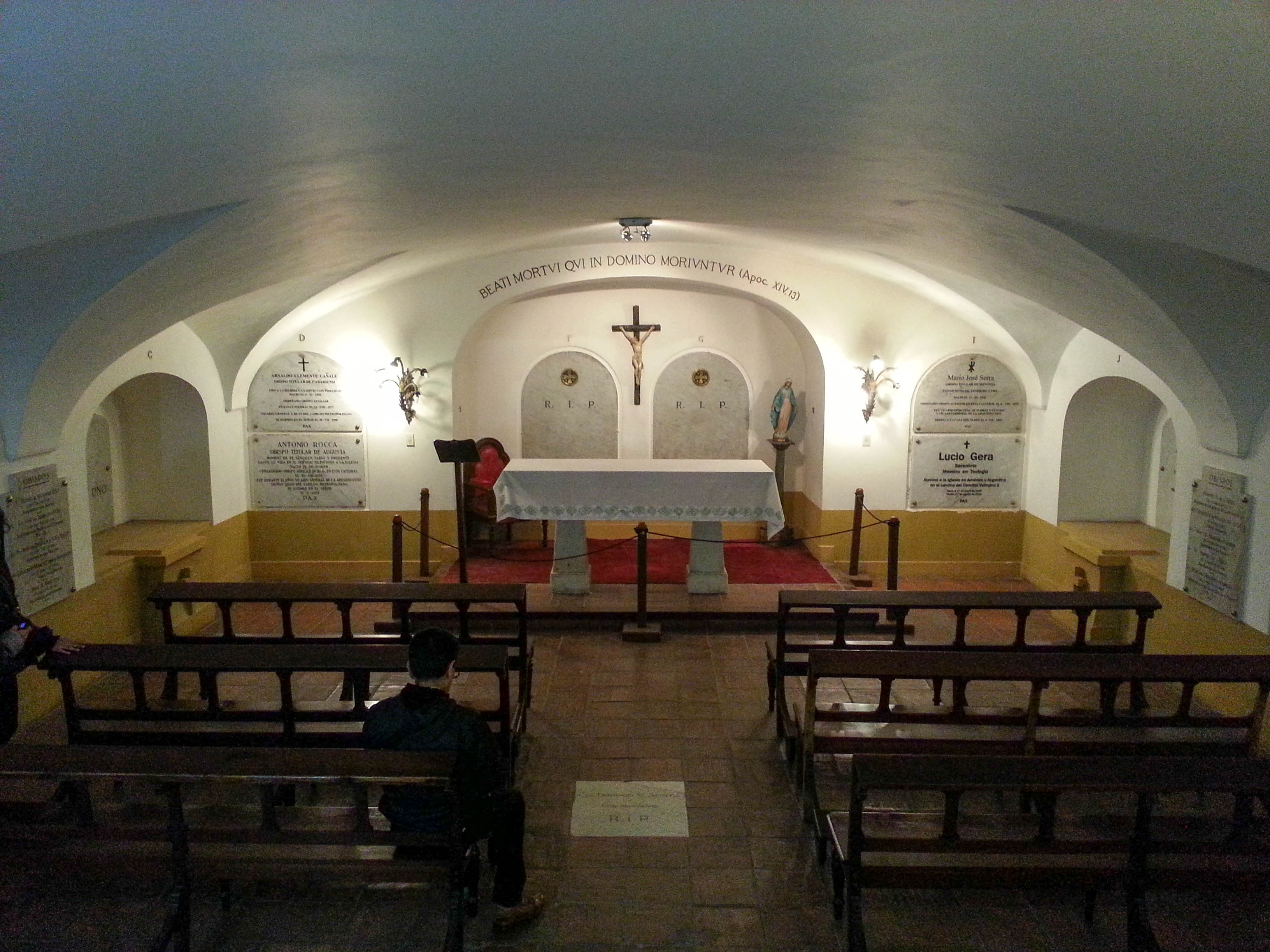
Kryptan.
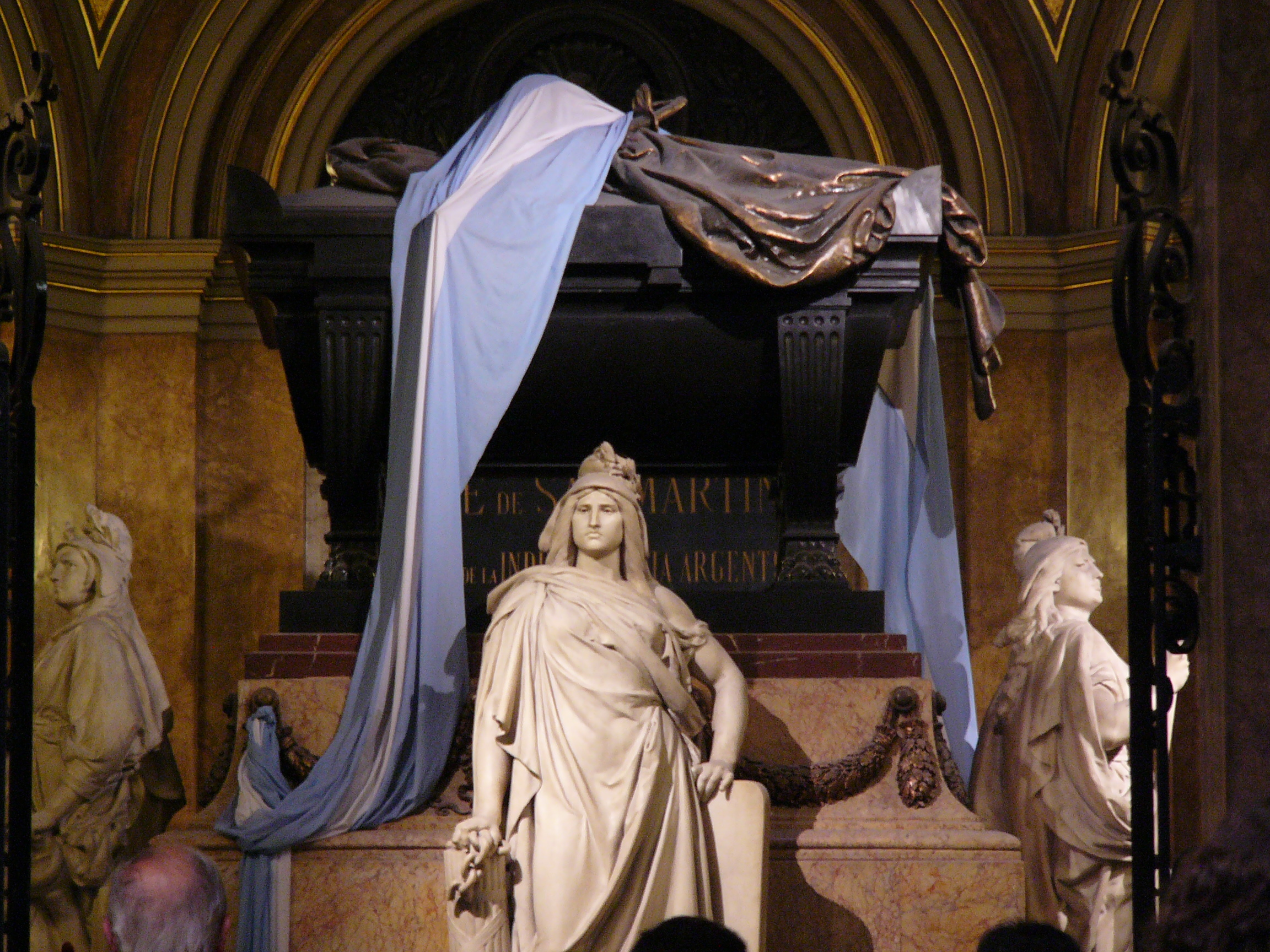
General José de San Martíns mausoleum.
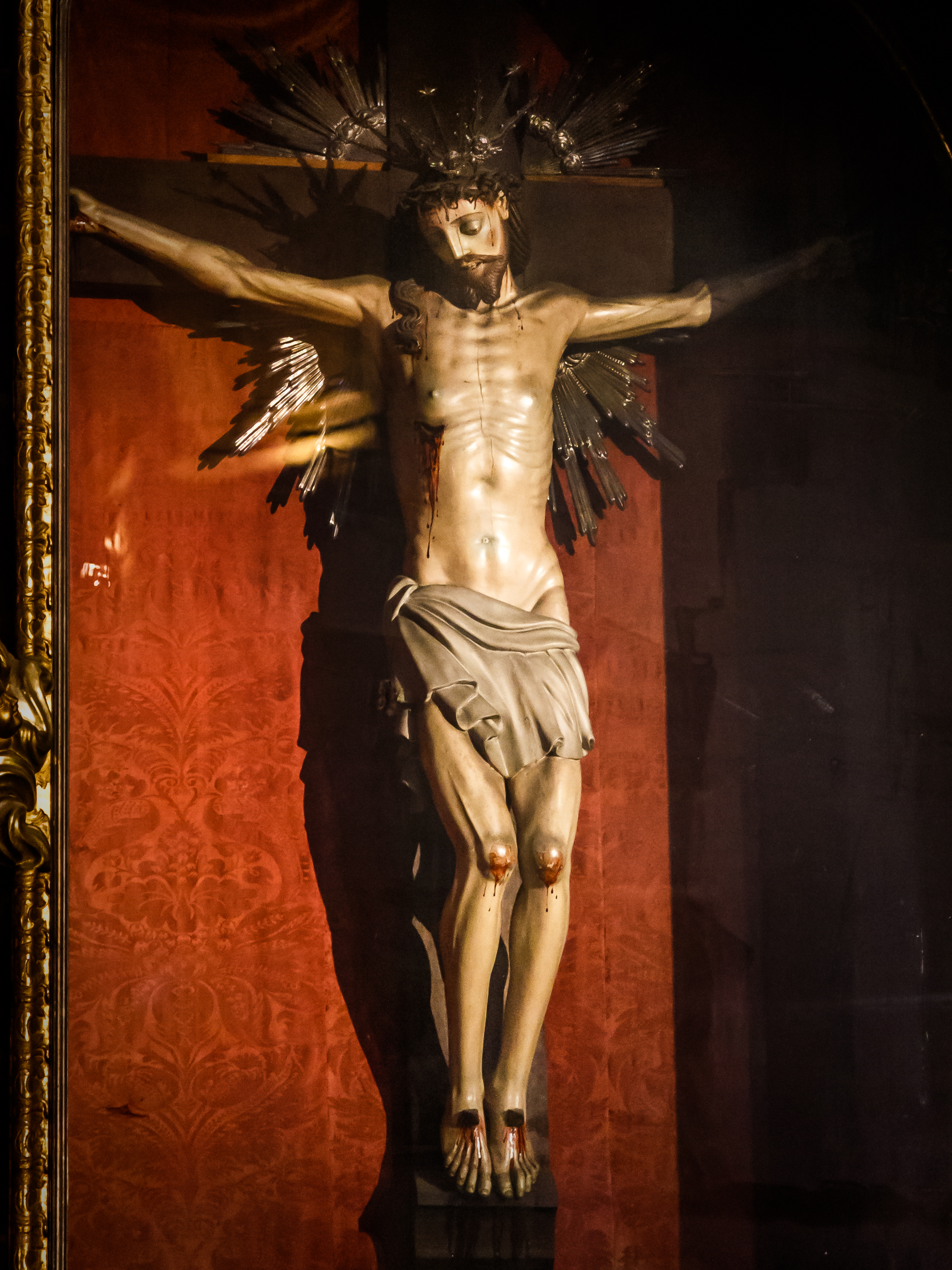
Kristus av Buenos Aires.